# Trait de Croatie
Le trait de Croatie (croate : hrvatski hladnokrvnjak) est une race de chevaux de trait originaire de Croatie. Provenant de croisements variés entre diverses races de trait européennes importées en ex-Yougoslavie, il est désormais élevé pour sa viande. Avec environ 7 000 individus recensés en 2016, la race est potentiellement menacée.

## Histoire
La race est connue sous de nombreux noms, dont « sang-froid croate » et « trait yougoslave », en croate hrvatski hladnokrvnjak ou domaci hladnokrvan. Son origine remonte au début du XIXe siècle, avec l'organisation de l'élevage équin dans les régions de Medimurje, Posavina, Podravina et dans certaines parties de la Slavonie. Dans le but d'améliorer la conformation des chevaux de traction locaux, au début du XXe siècle, des croisements sont pratiqués avec différentes races de chevaux de trait européennes, dont le Percheron, le Noriker, l'Ardennais, le Trait belge, et des chevaux hongrois,. Le stud-book est ouvert en 1994.
De 1999 à 2011, la race a connu une croissance continue de ses effectifs, passant d'un peu plus de 1 000 individus à plus de 6 000.
En 2005, une étude de caractérisation des races de chevaux de trait croates est menée, permettant de distinguer génétiquement et phénotypiquement trois races : le Posavina, le Murinsulaner, et le trait de Croatie.

## Description

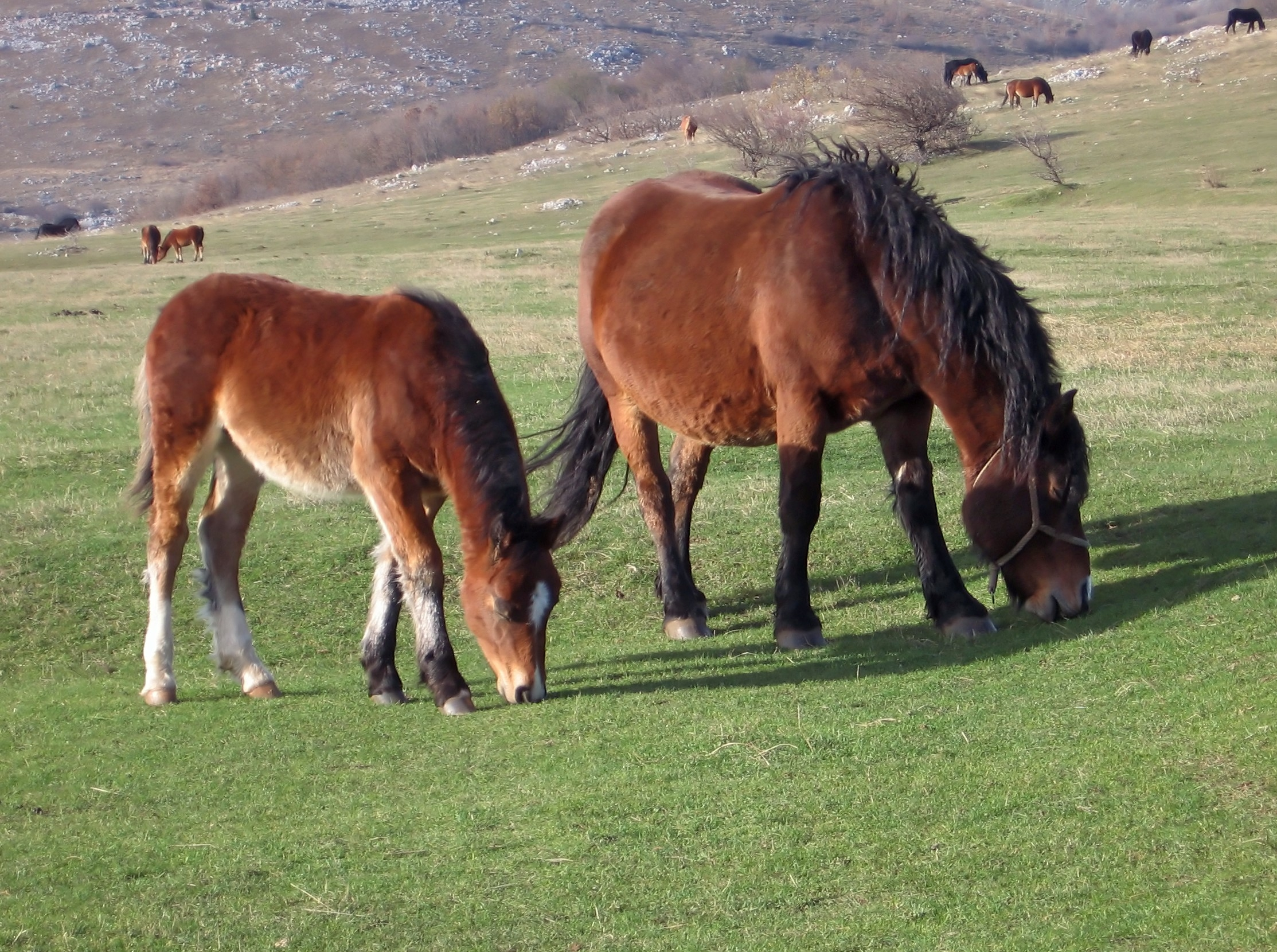
Jument de trait croate et son poulain

D'après le guide Delachaux, les femelles toisent en moyenne 1,60 m et les mâles 1,65 m, pour un poids médian respectif de 625 à 750 kg. DAD-IS donne des formats plus réduits, respectivement 1,47 m, et 1,51 m, pour un poids de 550 à 600 kg.
Il existe dans les faits deux types de morphologie, une lourde montrant davantage d'influence des chevaux de trait européens, et une plus légère, avec une tête plus petite.
La tête, moyenne, présente un front large, et un profil rectiligne ou légèrement convexe. L'encolure est puissante et longue, le poitrail large, le garrot peu sorti. Le dos, plutôt long, est solide, la croupe est large et inclinée. Les membres, courts et solides, sont terminés par de larges sabots et ont assez peu de fanons. La crinière et souvent double, les crins sont épais, longs et ondulés. 
La robe est généralement baie sous toutes ses nuances, plus rarement noire, il existe aussi des sujets de robe alezane ou Dun. 
La race est réputée robuste et sobre. 
Ces chevaux sont élevés en petit nombre dans des pâturages de surface réduite, sous surveillance constante.
Génétiquement, le trait de Croatie est plus proche du Murinsulaner que du Posavina

## Utilisations
De nos jours, le trait de Croatie est surtout élevé pour sa viande, le lait des juments et les travaux de débardage.

## Diffusion de l'élevage
Il forme la race chevaline la plus présente en Croatie.  En 2016, les effectifs se situent aux alentours des 7 000 individus. Un effectif d'un millier de juments et de 150 étalons est présent en Slovénie. L'étude menée par l'Université d'Uppsala, publiée en août 2010 pour la FAO, signale le trait de Croatie comme race de chevaux locale européenne qui n'est pas menacée d'extinction. La base de données DAD-IS signale la race (2018) comme étant en danger d'extinction. Un programme de conservation in situ est en place depuis 2006.